# Zoar (Kornwalia)
Zoar – osada w Anglii, w Kornwalii. Leży 31 km na wschód od miasta Penzance i 389 km na południowy zachód od Londynu.